# Universidad Nacional Autónoma de Honduras Campus Cortés
La Universidad Nacional Autónoma de Honduras - Cortés (UNAH-Cortés) es un centro regional de la Universidad Nacional Autónoma de Honduras, con sede en la ciudad de San Pedro Sula, Departamento de Cortés, en la República de Honduras.

## Fundación
La sede central de la Universidad Nacional se encuentra desde su fundación en la ciudad de Tegucigalpa, fueron muchos los estudiantes que en el XIX y mediados del XX viajaban hasta aquella ciudad capital con el fin de continuar sus estudios académicos en educación superior. El auge de estudiantes del interior del país, motivó a los activistas sampedranos para que se fundara una sede universitaria en esta ciudad emprendiéndose la justa solicitud desde 1941, hasta el año de 1955 es que es creada la Facultad de Ciencias Económicas de San Pedro Sula, y en 1966 fue fundado el Centro de Estudios Generales de San Pedro Sula. Entre los años de 1967 a 1972 a partir de varias solicitudes de creación de sedes universitarias locales, es que fue creado el Plan de Desarrollo Universitario con el fin de descentralizar a la UNAH, pero no fue hasta 1974 que por fin es fundado el Centro Universitario Regional del Norte (CURN). En fecha 18 de agosto de 2006 la Comisión de Transición de la Universidad (CTU) mediante Acuerdo n.º 122, creó la Comisión de Apoyo a la Reforma Universitaria, cuya función principal es la de conducir el proceso de reforma en el Centro Universitario Regional del Norte. Después apareció la Comisión de Transición de la Universidad (CTU) misma que emite una resolución, que a partir del 1 de febrero de 2007, el CURN se convierte oficialmente en la Universidad Nacional Autónoma de Honduras de San Pedro Sula (UNAH-VS), para connotar la presencia de la UNAH en la zona del Valle de Sula, cuyo objetivo es: el cultivo de la ciencia, la tecnología, las artes, la cultura, las letras, y el de formar profesionales y especialistas capaces, sensibles y cultos que puedan integrarse al desarrollo humano sostenible del país y de la región.
En 2011 se vio incrementado la población estudiantil a 13,842 alumnos. En 2014 el censo estudiantil era de 17,000 alumnos, repartidos en diferentes jornadas de diecinueve carreras y 25 departamentos.
Con fecha 30 de enero de 2017 fue inaugurado el Complejo Universitario de Ciencias de la Salud que albergara alrededor de 4,500 estudiantes en diferentes carreras. En un futuro, esta ideado construir el Complejo de la Innovación y Tecnología. Los estudiantes de la Escuela de Medicina del Valle de Sula, realizan sus prácticas profesionales en el Hospital Nacional Nor-Occidental doctor Mario Catarino Rivas, el Hospital doctor Leonardo Martínez Valenzuela y la Región Sanitaria n.º 3.
En el año 2024 fue renombrada a Universidada Nacional Autónoma de Honduras - Cortés obedeciendo a una estrategia de identidad institucional en los campus a nivel nacional. 

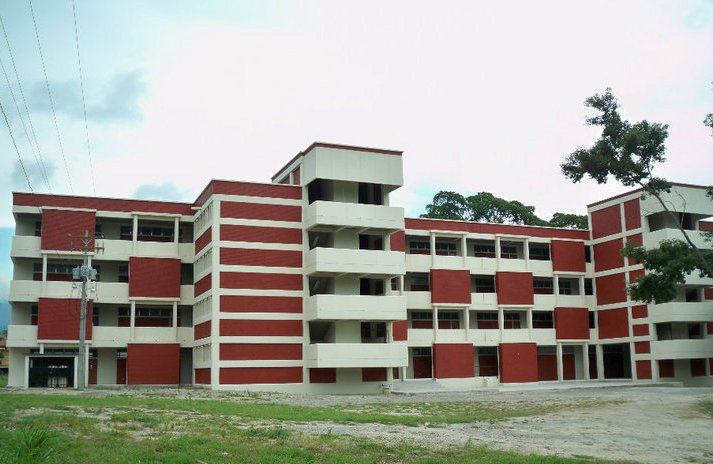
Edificio 5 del campus UNAH-Cortés

## Carreras
La UNAH-Cortés ofrece varias carreras, con grados de licenciaturas:
- Informática Administrativa
- Administración de Empresas
- Derecho
- Psicología
- Medicina
- Odontología
- Periodismo
- Lenguas Extranjeras
- Enfermería
- Ingeniería Industrial
- Ingeniería Eléctrica
- Ingeniería Civil
- Ingeniería Mecánica
- Ingeniería en Sistemas
- Economía
- Geología
- Astronomía
- Astrofísica
- Sociología

### Carreras técnicas
- Técnico en Mecatrónica
- Técnico en Telecomunicaciones
- Técnico en Biomedicina
- Técnico Eléctrico
- Técnico en Enfermería para Cuidados Intensivos
- Técnico en Prótesis bucal
- Técnico en Histocitotecnología
- Técnico Disector Anatómico
- Técnico Superior Auxiliar de Farmacia
- Maestría en Bioética